# Купа на големия шлем
Купата на големия шлем е турнир, провеждан в Мюнхен от 1990 до 1999. Организира се от Международна тенис федерация(ITF). ITF кани най-добре представилите се състезатели през годината в турнирите от Големия шлем.

## Кратка история
Турнирът е създаден през 1990 и се провежда на килим в зала. През ранните години се провежда през декември, а по късно е преместен в края на септември/средата на октомври. До 1997 турнирът е ограничен само за мъже, след това турнирът на жените се е провежда едновременно с този на мъжете.
Турнирът е известен като най-скъпоплатеният турнир. Победителят прибира 1.5 млн. щатски долара, а ако е спечелил турнир от големия шлем получава бонус 1 млн. Това означава, че всеки от състезателите спечелил един от четирите големи турнира може да прибере 2.5 млн. долара.
Турнирът не е признат от Асоциацията на тенис професионалистите (ATP), а играчите не получават точки и участието не им се признава като официален турнир, но след закриването на турнира от ATP се съгласяват да признаят титлите на играчите печелили турнира.
Компромис между ATP и ITF е постигнат на 9 декември 1999, с което Купата на големия шлем се обединява с шампионата на ATP Тур, който е преместен от Германия и преименуван на Тенис Мастърс Къп. Мнението на хората обаче е, че това е краят на Купата на големия шлем, защото правилата по които се организира новият турнир са същите, като правилата на стария турнир на АТП. Затова е решено да бъде направена малка промяна, която дава право на тенисист, който е спечелил турнир от големия шлем и е в топ 20, да участва в турнира на мястото на последния от класацията на ATP за календарната година.

## Начин на организация
Играчите са 16 на брой и се канят според ранглиста, която се изчислява на базата на представянето им в турнирите от големия шлем. Ако някой от тенисистите спечели турнир, то без значение какво е класирането му той получава правото да играе в турнира. Системата на провеждане е по схемата на директните елиминации. Двубоите в първите 2 кръга се играят до 2 от 3 сета, а полуфиналите и финалът – до 3 от 5. Тайбрек в последния сет няма.

Таблица на точките за ранглистата на ITF

| Кръг           | Точки |
| 1-ви кръг      | 2     |
| 2-ри кръг      | 20    |
| 3-ти кръг      | 40    |
| 1/8 финал      | 75    |
| 1/4 финал      | 150   |
| 1/2 финал      | 300   |
| Загубил финала | 450   |
| Победител      | 600   |

## Финали

### Мъжки шампионат
| Година | Шампион          | Финалист         | Резултат                           |
| ------ | ---------------- | ---------------- | ---------------------------------- |
| 1990   | Пийт Сампрас     | Брад Гилбърт     | 6 – 3, 6 – 4, 6 – 2                |
| 1991   | Дейвид Уитън     | Майкъл Ченг      | 7 – 5, 6 – 2, 6 – 4                |
| 1992   | Михаел Щих       | Майкъл Ченг      | 6 – 2, 6 – 3, 6 – 2                |
| 1993   | Петер Корда      | Михаел Щих       | 2 – 6, 6 – 4, 7 – 6, 2 – 6, 11 – 9 |
| 1994   | Магнус Ларсон    | Пийт Сампрас     | 7 – 6, 4 – 6, 7 – 6, 6 – 4         |
| 1995   | Горан Иванишевич | Тод Мартин       | 7 – 6, 6 – 3, 6 – 4                |
| 1996   | Борис Бекер      | Горан Иванишевич | 6 – 3, 6 – 4, 6 – 4                |
| 1997   | Пийт Сампрас     | Патрик Рафтър    | 6 – 2, 6 – 4, 7 – 5                |
| 1998   | Марсело Риос     | Андре Агаси      | 6 – 4, 2 – 6, 7 – 6, 5 – 7, 6 – 3  |
| 1999   | Грег Руседски    | Томи Хаас        | 6 – 3, 6 – 4, 6 – 7, 7 – 6         |

### Женски шампионат
| Година | Шампион       | Финалист     | Резултат            |
| ------ | ------------- | ------------ | ------------------- |
| 1998   | Винъс Уилямс  | Пати Шнидер  | 6 – 2, 3 – 6, 6 – 2 |
| 1999   | Серена Уилямс | Винъс Уилямс | 6 – 1, 3 – 6, 6 – 3 |